# André Schembri
André Schembri (27 de maig de 1986) és un exfutbolista maltès de la dècada de 2000. És fill d'Eric Schembri i net de Salvinu Schembri, també futbolistes.
Fou 84 cops internacional amb la selecció maltesa. Pel que fa a clubs, defensà els colors de diversos clubs europeus com Eintracht Braunschweig, Carl Zeiss Jena, SK Austria Kärnten, Ferencvárosi TC, Olympiakos Volos, Panionios FC, AC Omonia, FSV Frankfurt, Boavista FC i Apollon Limassol.

## Referències

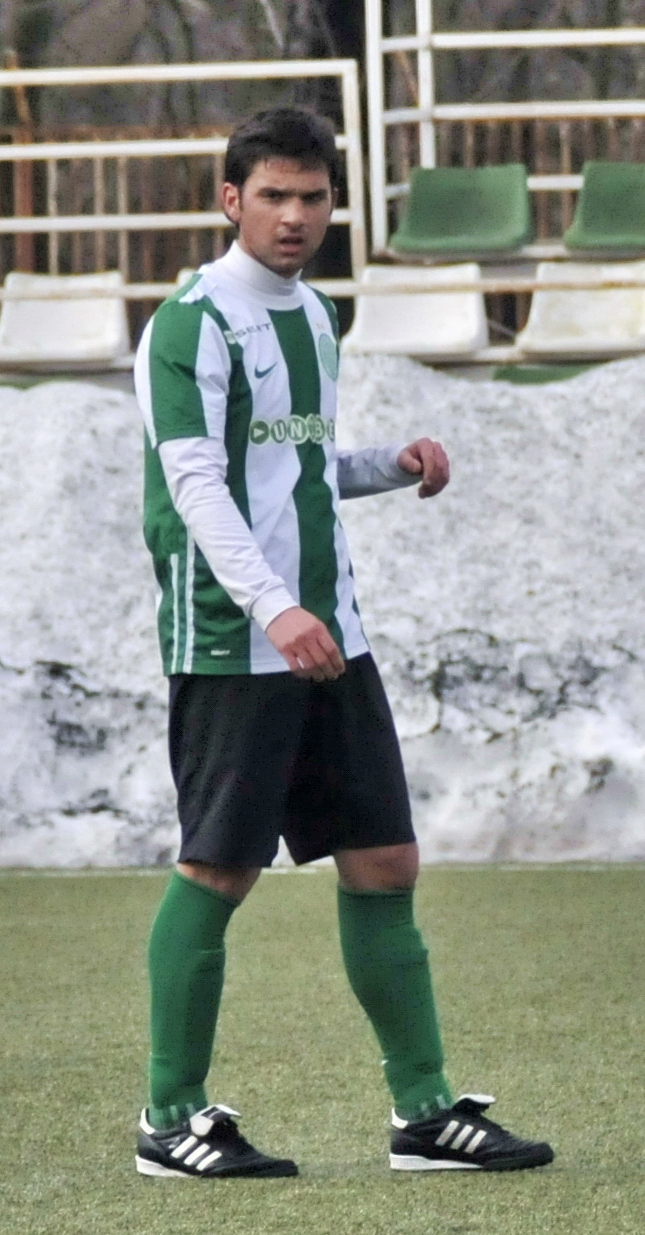
André Schembri a Ferencvárosi TC.